# Ritam (glazba)
Ritam je obrazac, tj. glazbena fraza - dakle niz od dva ili više tonova koji se ponavljaju. Ako se takve ritamske ćelije javljaju trajnije, onda se po njima može odrediti mjera ili takt, npr. 3/4 (tročetvrtinski), 3/8 (troosminski), 4/4 (četveročetvrtinski) 2/2 (dvopolovinski) ili neki drugi. Također postoji i slobodni ritam koji nema zadanu mjeru.